# Fun, Fun, Fun
„Fun, Fun, Fun“ je píseň americké skupiny The Beach Boys. Jejími autory jsou Brian Wilson a Mike Love. Poprvé vyšla v únoru roku 1964 jako singl, na jehož druhé straně se nacházela píseň „Why Do Fools Fall in Love“. Následujícího měsíce ji skupina vydala na svém pátém albu Shut Down Volume 2. Anglická skupina Status Quo nahrála v roce 1996 novou verzi písně, která vyšla na jejím albu Don't Stop. Píseň byla doplněna o nový verš, který zpíval Mike Love. Na nahrávce se podíleli i ostatní členové tehdejší sestavy skupiny The Beach Boys.